# List apostolski na 100-lecie Papieskiego Dzieła św. Piotra Apostoła
List apostolski na 100-lecie Papieskiego Dzieła św. Piotra Apostoła – list apostolski papieża Jana Pawła II wydany 1 października 1989 z okazji setnej rocznicy powstania Papieskiego Dzieła św. Piotra Apostoła.
List został podzielony na sześć punktów, dotyczących:
1. Walorów działalności organizacji
2. Roli kapłanów w ewangelizacji ludów
3. Roli jaką odegrały Jeanne Bigard i Stefania Cottin
4. Ogłoszenia św. Teresy z Lisieux patronką Dzieła i w ogóle misji przez papieża Piusa X
5. Współpracy laikatu w dziele szerzenia wiary
6. Perspektyw rozwoju Dzieła Papieskiego

W ostatnich słowach dokumentu Papieskie Dzieło św. Piotra Apostoła zostało polecone opiece Maryi Królowej Apostołów.